# Diego Camacho
Diego Camacho (* 21. květen 1983, Santa Cruz de la Sierra) je tenista z Bolívie, který reprezentoval svoji rodnou zemi na letních olympijských hrách v roce 2000 v Sydney. Tady byl poražen v prvním kole s Američanem Jeffem Tarangoem. Camacho dosáhl nejvyššího umístění na žebříčku ATP 19. března 2001, když byl na 954 pozici na světě.